# Acrolophus simulatus
Acrolophus simulatus är en fjärilsart som beskrevs av Walsingham 1882. Acrolophus simulatus ingår i släktet Acrolophus och familjen Acrolophidae. Inga underarter finns listade i Catalogue of Life.